# New-Wes-Valley
New-Wes-Valley is een gemeente (town) in de Canadese provincie Newfoundland en Labrador. De gemeente ligt aan de Kittiwake Coast in het noordoosten van het eiland Newfoundland.

## Geschiedenis
In 1992 ontstond de gemeente Badger's Quay-Valleyfield-Pool's Island-Wesleyville-Newtown door de fusie van de town Badger's Quay-Valleyfield-Pool's Island, de town Wesleyville en de community Newtown.
In 1996 kreeg de gemeente met New-Wes-Valley een nieuwe, simpelere naam. Deze naam is een samenvoeging van de eerste naamdelen van de drie belangrijkste dorpen: Newtown, Wesleyville en Valleyfield.

## Geografie
New-Wes-Valley bestaat uit acht kustdorpen, namelijk Newtown, Templeman, Pound Cove, Wesleyville, Brookfield, Badger's Quay, Pool's Island en Valleyfield.
Net ten noorden van het noordelijkste punt van New-Wes-Valley ligt Cape Freels. Dat is de noordelijke kaap van Bonavista Bay en tegelijk Newfoundlands oostelijkste punt ten noorden van Cape Bonavista. De gemeente strekt zich vanaf daar naar het zuiden toe uit over een kustgebied dat in vogelvlucht zo'n 20 km beslaat. De hoofdweg van de gemeente loopt voor het overgrote deel een eind van de kust af. Deze verbindingsweg staat ten noorden van Pound Cove als Route 330 en ten zuiden ervan als Route 320 bekend.
De meeste plaatsen liggen in het zuiden van de gemeente, langsheen Highway 26 – een aftakking van de provinciale route die de kust volgt. De plaatsen Valleyfield, Badger's Quay en Pool's Island zijn er met elkaar vergroeid. Pool's Island ligt op vier kleine eilandjes die met elkaar en met Newfoundland zelf verbonden zijn via dijken en brugjes. Verder noordwaarts langsheen Highway 26 liggen nog Brookfield en Wesleyville; Pound Cove ligt aan de noordelijke aansluiting van die weg met de provincieroute. 
De twee andere plaatsen – Templeman en Newtown – liggen verder naar het noorden toe. Templeman ligt langsheen Route 330, terwijl Newtown een eind van die baan afligt. Dit dorp ligt zowel op Newfoundland zelf als op een (met Pool's Island vergelijkbare) ketting van zes kleine eilandjes.

## Demografie
New-Wes-Valley is met ruim 2000 inwoners de op een na grootste gemeente aan de oevers Bonavista Bay, na Bonavista. Demografisch gezien is New-Wes-Valley, net zoals de meeste afgelegen gemeenten op Newfoundland, aan het krimpen. Tussen 1991 en 2021 daalde de bevolkingsomvang van 3.230 naar 2.044. Dat komt neer op een daling van 1.186 inwoners (-36,7%) in dertig jaar tijd.
| Demografische ontwikkeling van New-Wes-Valley tussen 1991 en 2021                                                                                                 |
| --- |
| |
| Bron: Statistics Canada (1991–1996, 2001–2006, 2011–2016, 2021) - De gegevens van 1991 zijn de retroactieve bevolkingsaantallen van de in 1992 ontstane gemeente. |

### Taal
In 2021 had 99% van de inwoners van New-Wes-Valley het Engels als moedertaal. Hoewel slechts vijf mensen (0,2%) het Frans als moedertaal hadden, waren er 20 mensen die die andere Canadese landstaal konden spreken (1,0%). Zo'n 60 mensen waren een andere taal dan het Engels of het Frans machtig.

## Gezondheidszorg
In Brookfield bevindt zich het Dr. Y.K. Jeon Kittiwake Health Centre, een gezondheidscentrum dat zowel primaire als langetermijnzorg aanbiedt aan de inwoners uit de ruime omgeving. In Badger's Quay bevindt zich daarnaast het rusthuis Bonnews Lodge. Beide zorginstellingen vallen onder de bevoegdheid van Central Health, de gezondheidsautoriteit van Centraal-Newfoundland.

## Geboren
- David Blackwood (1941), kunstenaar